# Theodor Tomandl
Theodor Tomandl (* 24. Jänner 1933 in Baden bei Wien) ist österreichischer Rechtswissenschaftler und Mitglied der Österreichischen Akademie der Wissenschaften. Er ist emeritierter Professor an der Universität Wien.

## Leben
Nach seiner Matura am Realgymnasium Albertgasse in Wien-Josefstadt 1951 studierte Theodor Tomandl Rechtswissenschaften an der rechts- und staatswissenschaftlichen Fakultät der Universität Wien und schloss das Studium am 8. November 1955 mit der Promotion ab. Neben seinem Studium war er erwerbstätig, so bei der Auszählung der österreichischen Volkszählung 1951. Sein ursprünglicher Plan, Chemie zu studieren, war aufgrund der schlechten finanziellen Familienverhältnisse infolge der einer schweren Kriegsverletzung des Vaters nicht zu verwirklichen. Die Arbeit Theodor Tomandls bei der Wiener Handelskammer (Kammer der gewerblichen Wirtschaft Wien) in den Jahren 1953 bis 1964 führte zu einer Bekanntschaft mit Rudolf Sallinger, der ihn nach seinem Wechsel in die Bundeswirtschaftskammer ab Juli 1964 dort zum Aufbau einer wissenschaftlichen Abteilung heranzog. Diese Abteilung leitete Theodor Tomandl bis 1968. Zu seinen Mitarbeitern gehörten u. a. der spätere Präsident des Verfassungsgerichtshofes Karl Korinek, sein Nachfolger Gottfried Winkler, der spätere Wirtschaftsminister Johann Farnleitner und der Politiker Herbert Schambeck.
Eine Anregung von Theo Mayer-Maly führte dazu, dass sich Theodor Tomandl intensiver wissenschaftlich beschäftigte und sich 1965 für Arbeitsrecht und Sozialrecht an der rechts- und staatswissenschaftlichen Fakultät der Wiener Universität habilitierte. Bereits 1964 hatte er den Kardinal-Innitzer-Preis erhalten. Thema der Habilitationsschrift waren Streik und Aussperrung als Mittel des Arbeitskampfes. 1968 wurde er ordentlicher Professor und Vorstand des Instituts für Arbeitsrecht und Sozialrecht. Sein Vorgänger war der Gründungsvorstand des Institutes, Hans Schmitz, gewesen. Theodor Tomandl gehörte zu den Ersten, die das Sozialversicherungsrecht als einen Schwerpunkt ihrer wissenschaftlichen Arbeit wählten.
1983 war Theodor Tomandl Gastprofessor an der Cornell University in den USA und ab 1990 Honorarprofessor an der Internationalen Buddhistischen Universität in Osaka in Japan. Er gründete die „Zeitschrift für Arbeitsrecht und Sozialrecht“ (ZAS) und die Schriftenreihe „Wiener Beiträge zum Arbeits- und Sozialrecht“, als deren Herausgeber er nach der Emeritierung weiter tätig ist. Theodor Tomandl ist mit dem langjährig von ihm geleiteten Institut für Arbeitsrecht und Sozialrecht der Universität Wien Veranstalter der wissenschaftlichen Tagungen dieses Instituts in Traunkirchen in Oberösterreich. 2007 fand die 35. dieser Tagungen statt.
Er ist Mitglied der philosophisch-historischen Klasse der Österreichischen Akademie der Wissenschaften. Die Habilitationen der österreichischen Professoren Walter Schrammel, Franz Marhold, Heinz Krejci und Franz Schrank wurden von ihm betreut.
Theodor Tomandl emeritierte im Jahr 2001. Sein Nachfolger als Vorstand des Instituts für Arbeits- und Sozialrecht der Universität Wien wurde Walter Schrammel.
Theodor Tomandl ist verheiratet und hat zwei Kinder. Seit 1952 ist er Mitglied der katholischen Studentenverbindung KÖStV Austria Wien im ÖCV.

## Leistungen
Neben dem Universitätsbetrieb, in dem er tausende Studenten zu betreuen hatte, hat Theodor Tomandl in seinen Werken das System des österreichischen Sozialrechtes grundlegend dargestellt und weiterentwickelt. 1966 hatte er großen Einfluss auf das Pensionsanpassungsgesetz, als Vorsitzender der Pensionsreformkommission war er bei den Pensionsreformen 2000 und 2003 tätig. Die Werke, die er als Herausgeber betreute, bieten gegensätzlichen Meinungen Raum und geben damit Überblick zum jeweiligen Diskussionsstand.
Seine Fähigkeit, komplizierte Rechtslagen einfach und wortreich darzustellen, machte ihn zum begehrten Interviewpartner und gab ihm die Möglichkeit, in öffentlichen Diskussionen auch Gehör zu finden, wenn seine Meinung nicht im juristischen oder gesellschaftspolitischen „Mainstream“ lag.
Eine dieser Diskussionen, die sich an Arbeitszeitüberschreitungen in einem Spital entzündete (Fall „Poigenfürst“), war mit Anlass für zwei kleine Bücher, welche die damalige Situation im Rechtsstaat Österreich und seiner Repräsentanten zwischen Medienfreiheit und Rechtsmissbrauch behandeln. Situationen, in denen Einzelinteressen das Entstehen von Rechtsvorschriften nachteilig prägten, kritisierte er in herben Worten, so die Gesetzwerdung der Regeln über die Sozialversicherungspflicht von Werkverträgen 1996.
In einem anderen Buch schildert Theodor Tomandl die Grundprinzipien der österreichischen Sozialversicherung und ihre Hintergründe ohne juristisches Beiwerk unter dem Motto „warum die Sozialversicherung so ist, wie sie ist“.
Der Neuformulierung des bereits über zweihundert Mal veränderten Allgemeinen Sozialversicherungsgesetzes – ASVG widmete er hohen Arbeitseinsatz. Es lag nicht an ihm, dass die umfangreichen Vorarbeiten, die zu einer Neugestaltung des österreichischen Sozialversicherungsrechts geführt hätten, nicht in die Praxis umgesetzt wurden.
Das Konzept, Schlupflöcher und Lücken im Beitrags- und Leistungsrecht der Sozialversicherung möglichst zu schließen, war wesentliche Grundlage seiner Arbeit. Die Verbreiterung der Beitragsgrundlage, also das Einbeziehen zusätzlicher Finanzierungsquellen für das österreichische Sozialversicherungssystem, hatte bei ihm Vorrang vor der Erhöhung von Beiträgen für die einzelnen Versicherten. Er wird mit den Worten zitiert: „Dass heute keine großen Lücken mehr in unserem Sozialversicherungssystem zu finden sind, das ist auf meinem Mist gewachsen.“

## Schriften (Auswahl)
(Quelle:)
Aufsätze
- Rechtsnatur und Rechtswirkungen des ärztlichen Gesamtvertrages im Sinne des ASVG. In: Festschrift für Hans Schmitz. Band 2. Seiten 478 ff. Wien 1967. (ASVG: österreichisches Allgemeines Sozialversicherungsgesetz, 1955 ff.)
- Hauptprobleme des geltenden kollektiven Arbeitsrechts. In: Franz Bydlinski, Theo Mayer-Maly: Die Arbeit: ihre Ordnung, ihre Zukunft, ihr Sinn. Tagungsband des gleichnamigen Symposions am 26.–27. Mai 1994 in Salzburg. WBAS Band 34. Wien 1995. ISBN 3-7003-1087-0. Seiten 41–50.
- Rechtsstaatsgroteske um Werkverträge. In: ecolex (österr. Fachzeitschrift für Wirtschaftsrecht, Verlag Manz, Wien ISSN 1022-9418) Jahrgang 1996. Seiten 284–290.
- Die künftige Gliederung des Sozialversicherungsrechts. Bericht des Unterausschusses „Künftige Gliederung des ASVG“ der Kommission zur Vorbereitung der Neuerlassung der Sozialversicherungsgesetze. In: Bundesministerium für Arbeit, Gesundheit und Soziales: ASVG – Neue Wege für die Rechtsetzung. Juristische Schriftenreihe Band 138. Wien 1999. ISBN 3-7046-1370-3. Seiten 179–197.
- Der Arbeitsunfall – Ein Rechtsprechungsvergleich: OGH und deutsches Bundessozialgericht. In: Gerhard Kuras, Matthias Neumayr, Anton Spenling: Beiträge zum Arbeits- und Sozialrecht. Festschrift Peter Bauer, Gustav Maier, Karl Heinz Petrag. Wien 2004. ISBN 3-214-00134-5. Seiten 341–353.

Fachbücher
- Streik und Aussperrung als Mittel des Arbeitskampfes. Wien-New York 1965. Keine ISBN. OCLC 701650269 (Habilitationsschrift).
- Von der Krankenversicherung zur sozialen Vorsorge (= Wiener Beiträge zum Arbeits- und Sozialrecht – WBAS Band 1). Wien 1972. ISBN 3-7003-0034-4.
- Sozialversicherung: Grenzen der Leistungspflicht (= WBAS Band 4). Wien 1975. ISBN 3-7003-0089-1.
- Treue- und Fürsorgepflicht im Arbeitsrecht (= WBAS Band 5). Wien 1975. ISBN 3-7003-0111-1.
- Innerbetriebliche Arbeitnehmerkonflikte aus rechtlicher Sicht (= WBAS Band 8). Wien 1977. ISBN 3-7003-0157-X.
- System des österreichischen Sozialversicherungsrechts. Loseblattausgabe. Wien 1978 ff. ISBN 978-3-214-12462-5.
- Die Minderung der Leistungsfähigkeit im Recht der Sozialversicherung (= WBAS Band 9). Wien 1978. ISBN 3-7003-0176-6.
- Grundlegende Rechtsfragen der Arbeitslosenversicherung (= WBAS Band 16). Wien 1981. ISBN 3-7003-0300-9.
- Sachleistungserbringung durch Dritte in der Sozialversicherung (= WBAS Band 24). Wien 1987. ISBN 3-7003-0691-1.
- 100 Jahre Sozialversicherung in Österreich (= Schriftenreihe des Forschungsinstitutes für Soziale Sicherheit beim Hauptverband der österreichischen Sozialversicherungsträger. Band 9). Wien 1988. Keine ISBN.
- Verfassungsrechtliche Probleme des Sozialversicherungsrechts (= WBAS Band 26). Wien 1989. ISBN 3-7003-0850-7.
- Der OGH als Sozialversicherungshöchstgericht (= WBAS Band 31). Falsche ISBN 3-7003-0944-9, richtige ISBN 3-7003-1045-5. Wien 1994.
- Der mißhandelte Rechtsstaat, dargestellt am „Fall Poigenfürst“. Wien 1995. Veröffentlichungen des Ludwig-Boltzmann-Institutes für Gesetzgebungspraxis und Rechtsanwendung. Band 3. ISBN 3-214-06975-6. (gemeinsam mit Heinz Mayer)
- Rechtsstaat Österreich. Illusion oder Realität? Wien 1997. ISBN 3-214-06978-0.
- Wie schlank kann soziale Sicherheit sein? (= WBAS Band 37). Wien 1998. ISBN 3-7003-1215-6.
- Japanisches und österreichisches Arbeits- und Sozialrecht im Strukturwandel (= WBAS Band 39). Wien 1999. ISBN 3-7003-1257-1.
- Soziale Sicherheit in Mitteleuropa. Ein Systemvergleich zwischen Kroatien, Österreich, Polen, Slowakei, Slowenien, Tschechien und Ungarn. Forschungsberichte aus den österreichischen Universitätsinstituten für Arbeits- und Sozialrecht. Band 13. Wien 2000. ISBN 3-7007-1944-2.
- Arbeits- und sozialrechtliche Probleme in Klein- und Mittelbetrieben. Ein Vergleich zwischen Japan und Österreich (= WBAS Band 41). Wien 2000. ISBN 3-7003-1316-0.
- Die Verweisung im Sozialrecht (= WBAS Band 43). Wien 2002. ISBN 3-7003-1404-3.
- Abfertigung neu: Kurzkommentar zum BMVG.(gemeinsam mit Markus Achatz, Wolfgang Mazal). Wien-Graz 2003. ISBN 3-7083-0094-7. (BMVG: österreichisches „Betriebliches Mitarbeitervorsorgegesetz“).
- Arbeitsrecht 1. Gestalter und Gestaltungsmittel (= Studienreihe Arbeitsrecht). Wien 2004. ISBN 3-7003-1500-7.
- Was Sie schon immer über die Sozialversicherung wissen wollten. Wien 2005. ISBN 3-214-00165-5.
- Sozialversicherungsträger und Hauptverband. Neue Konzepte für ein verändertes rechtliches Umfeld (= WBAS Band 50). Wien 2005. ISBN 3-7003-1548-1.
- Arbeitsrechtliche Diskriminierungsverbote (= WBAS Band 49). Wien 2005. ISBN 3-7003-1514-7.
- Grundriss des österreichischen Sozialrechts. Wien 2006. ISBN 3-214-14905-9.
- Sicherung von Grundbedürfnissen (= WBAS Band 52). Wien 2007. ISBN 978-3-7003-1656-5.

Kriminalromane
- Mord am Wiener Kongress. Historischer Kriminalroman. Wien 2004. ISBN 3-85485-123-5.
- Der Tote im Reitstall. Ein Kriminalroman aus dem Biedermeier. Wien 2007. ISBN 3-85002-602-7.
- Das Testimonium-Flavianum-Geheimnis: Thriller. edition nove, Neckenmarkt 2009. ISBN 978-3-85251-589-2.
- Die Hetzjagd. Justizthriller. Verlagshaus Hernals, Wien 2014. ISBN 978-3-902975-15-7.
- Die Spur führt nach Aqaba. Thriller. Verlagshaus Hernals, Wien 2015. ISBN 978-3-902975-32-4.
- Das rollende Rad. Wien im Revolutionsjahr 1848. Verlagshaus Hernals, Wien 2018. ISBN 978-3-902975-61-4.